# Вражда Хэтфилдов и Маккоев

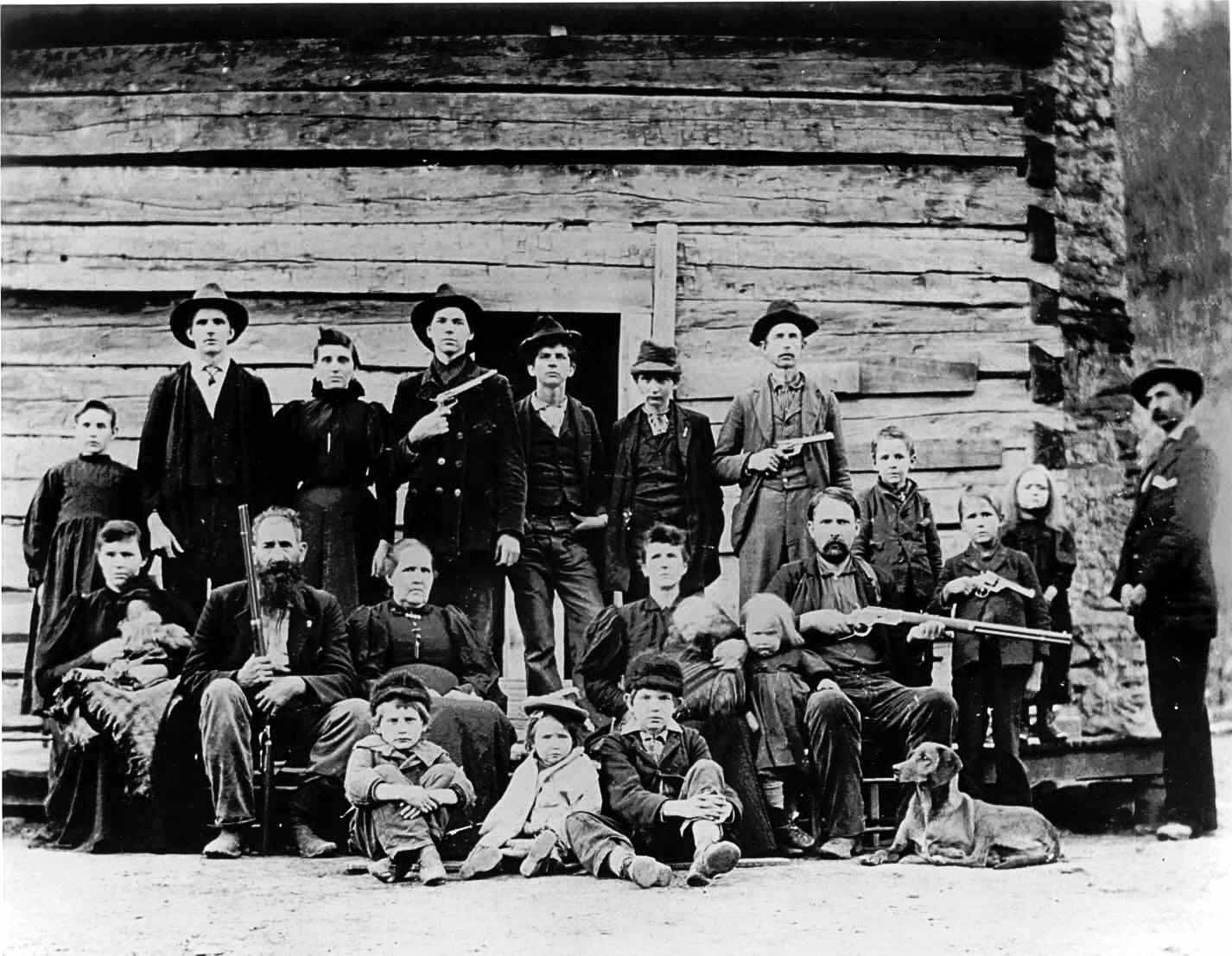
Клан Хэтфилдов в 1897 году

Вражда Хэтфилдов и Маккоев (1878—1891) — противостояние двух американских семей, проживавших на границах штатов Западная Виргиния и Кентукки, в районе Туг-Форк, притока реки Биг-Сэнди-Ривер. Хэтфилдов из Западной Виргинии возглавлял Уильям Андерсон Хэтфилд по прозвищу «Дьявол Энс», а Маккоев из Кентукки — Рэндольф Маккой по прозвищу «Старик Рэн’л». Семьи вели своё происхождение от, соответственно, Ифрейма Хэтфилда (р. 1765) и Уильяма Маккоя (р. 1750).
В ходе вражды было убито почти полтора десятка членов обеих семей. Вражда вошла в американский фольклор и стала нарицательным обозначением любой серьёзной вражды каких-либо двух групп.
В 2003 году потомки обеих семей подписали символический мирный договор.
Об этой вражде в 1949 году был снят фильм «Розанна Маккой» с участием Фарли Грейнджера, Ричарда Бейсхарта и Чарльза Бикфорда.
В 2012 году был снят мини-сериал «Хэтфилды и Маккои» с Кевином Костнером, Биллом Пэкстоном, Томом Беренджерем и др. Сериал был выдвинут на соискание премии «Эмми» в 16 различных категориях, из которых выиграл 5, также получил множество других наград.

## История конфликта
Хэтфилды и большинство Маккоев участвовали в Гражданской войне на стороне Конфедерации, но один из них, Аса Хармон, во время Гражданской войны вступил в армию Союза (то есть «северян»), что вызвало негодование у Хэтфилдов, поддерживавших Юг. После досрочного увольнения с военной службы из-за сломанной ноги Хармон решил вернуться домой, хотя его и предупредили о том, что за поддержку Союза его могут убить члены группы бывших солдат армии Юга «Рискованные из Логана» (англ. Logan Wildcats). Вскоре после возвращения кто-то обстрелял бывшего солдата. Напуганный выстрелами, он предпочёл спрятаться в пещере неподалёку. Продовольствие и предметы первой необходимости Хармону каждый день приносил его раб. 7 января 1865 года Хармона выследили по следам раба на снегу и смертельно ранили. Сначала в убийстве заподозрили лидера «Рискованных из Логана» «Дьявола Энса» Хэтфилда, но, как выяснилось, в тот день он был болен, после чего подозрение пало на его дядю Джима Вэнса. Впрочем, даже Маккои считали, что Хармон «сам навлёк на себя убийство», решив поддержать северян. В результате дальше подозрений дело не зашло и никто не был привлечён к суду.
13 лет спустя, в 1878 году Флойд Хэтфилд, двоюродный брат «Дьявола Энса», и Рэндольф Маккой поспорили за права собственности на свинью. Спор дошёл до суда, где его рассматривал местный судья, Андерсон «Проповедник Энс» Хэтфилд, принявший решение в пользу Флойда Хэтфилда, которого поддержал Билл Стейтон, находившийся в родстве с обеими семьями. Через два года братья Маккой, Сэм и Пэрис убили Стейтона, но были оправданы, так как суд посчитал, что они действовали в рамках самообороны.
Вражда обострилась после того, как Розанна Маккой ушла из семьи, чтобы жить с сыном «Дьявола Энса» Джонсоном Хэтфилдом. Позже девушка вернулась домой, но когда пара попыталась возобновить отношения, Маккои арестовали Джонсона по обвинению в бутлегерстве в нарушение законов Кентукки. Решив спасти любимого, Розанна ночью отправилась в Западную Виргинию и предупредила Хэтфилдов об аресте их родственника. На следующий день родные Джонсона напали на Маккоев, которые везли арестованного в суд округа Пайквилл, и освободили своего родственника. Вскоре Джонсон Хэтфилд отказался от беременной Розанны. В 1881 году девушку выдали замуж за её двоюродного брата. На этом вражда не закончилась.
В 1882 году братья Розанны, Толберт, Фрамер и Бад Маккои убили Эллисона Хэтфилда, родного брата «Дьявола Энса». Ему нанесли 26 ножевых ранений и попытались добить выстрелом в упор. Первоначально арестованных братьев повезли в Пайквилл, но Хэтфилды перехватили констеблей и вынудили их отвезти задержанных в Западную Виргинию. После того как Элиссон Хэтфилд скончался, над Маккоями устроили самосуд. Братьев привязали к кустам азимины и нашпиговали пулями. Позднее Хэтфилды расстреляли Джефа Маккоя, убившего почтальона Фреда Уолфорда.
Вражда достигла своего пика во время «Ночной резни Нового года», устроенной 1 января 1888 года. Несколько членов клана Хэтфилдов во главе с Джимом Вэнсом окружили дом Рэндольфа Маккоя и открыли огонь по спящим. После этого дом подожгли. Рэндольф Маккой, который был главной целью убийц, сумел бежать, но Келвин и Алифэр Маккои были убиты. После «Ночной резни» остальные Маккои переехали в Пайквилл. 7 января 1888 года Уолл Хэтфилд и ещё восемь человек были арестованы Фрэнком Филлипсом и доставлены в Кентукки, чтобы предстать перед судом за убийство Алифэр МакКой. Во время ареста был убит Джим Вэнс. 18 января 1888 года у местечка Грэйпвайн Крик произошёл бой, во время которого Фрэнка Филлипса убили, а Джим Маккой был ранен.
Из-за незаконной экстрадиции в процессе участвовал Верховный суд США. В результате семью голосами против двух было решено, что несоблюдение процедуры экстрадиции не мешает судить обвиняемых в штате Кентукки, на территории которого и было совершено преступление. Все восемь обвиняемых были признаны виновными. Семеро получили пожизненное лишение свободы, а восьмой, Эллисон «Cottontop» Маунтс, приговорён к смерти и повешен 18 февраля 1890 года. Громкий процесс привлёк в Пайквилл тысячи людей.
Между 1880 и 1891 годами погибло более десятка членов обеих семей и по крайней мере 10 человек были ранены. Шум, вызванный враждой двух семей, дошёл до того, что губернатор Западной Виргинии даже угрожал, что полиция штата вторгнется в Кентукки. В ответ губернатор Кентукки Бакнер послал генерал-адъютанта Сэма Хилла в округ Пайк, чтобы разобраться в ситуации.
После казни Эллисона Маунтса вражда между обеими семьями пошла на спад. Окончательно она завершилась после суда над Джонсоном Хэтфилдом в 1901 году.